# Chelanthura calaena
Chelanthura calaena är en kräftdjursart som först beskrevs av Gary C.B. Poore och Lew Ton 1986.  Chelanthura calaena ingår i släktet Chelanthura och familjen Anthuridae. Inga underarter finns listade i Catalogue of Life.